# Федеральный закон о конфиденциальности данных оперативников и судей
Федеральный закон от 30.12.2020 года «О внесении изменений в отдельные законодательные акты Российской Федерации в части обеспечения конфиденциальности сведений о защищаемых лицах и об осуществлении оперативно-розыскной деятельности», вступил в силу 9 января 2021 года.

## Принятие закона
Законопроект был внесён на рассмотрение Государственной Думы 8 декабря 2020 года. Первое чтение состоялось 15 декабря, второе чтение и чтение в целом — 22 декабря. Совет Федерации одобрил данные поправки 25 декабря. Подписан Президентом России 30 декабря 2020 года.

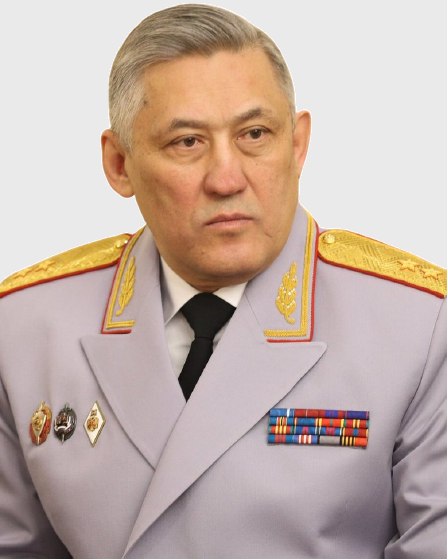
Валяев Юрий Константинович, сенатор Российской Федерации с 2020 года

В Совете Федерации поправки представлял Валяев Юрий Константинович, сенатор — представитель от исполнительной власти Еврейской автономной области.

## Содержание поправок

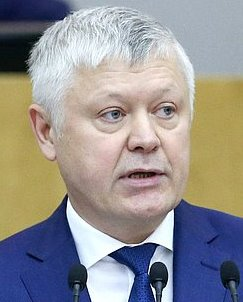
Василий Пискарёв, депутат Государственной думы VII―VIII созывов

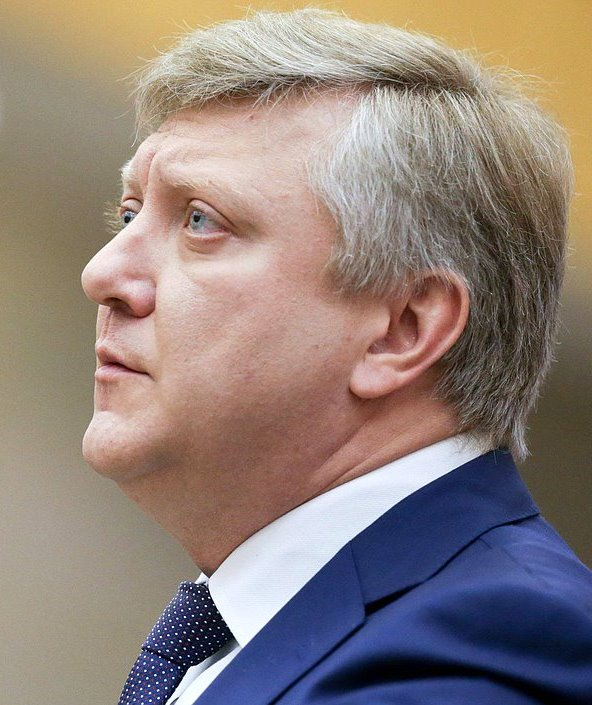
Дмитрий Вяткин, депутат Государственной думы V―VIII созывов

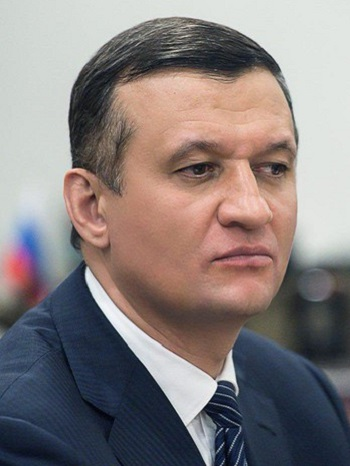
Дмитрий Савельев, депутат Государственной думы VI―VIII созывов

Пакет поправок был предложен депутатами Государственной Думы Василием Пискарёвым, Дмитрием Вяткиным и Дмитрием Савельевым.
Основной редактируемый закон из пакета — «О государственной защите судей, должностных лиц правоохранительных и контролирующих органов».
Согласно изначальной редакции этого закона к госзащите могли прибегнуть судьи, полицейские, следователи, таможенники, судебные приставы, а также сотрудники ФСБ, ФСИН, СВР, Росфинмониторинга, работники контрольных органов администрации президента, Счётной палаты.
Запрет на распространение личных данных указанных должностных лиц возникал только в тех случаях, когда их жизням и здоровью угрожала непосредственная опасность в связи с их профессиональной деятельностью.
Авторы поправок предложили запретить выдачу информации третьим лицам о судьях, силовиках, сотрудниках контрольных органов и их семей вне зависимости от наличия угрозы жизни.
Депутаты посчитали, что в последнее время всё чаще и чаще в интернете появляются незаконные утечки о частной жизни силовиков, судей, об их имуществе и семьях.
По словам Дмитрия Вяткина, в законе речь идёт не об ущемлении прав журналистов на проведение расследований, а о защите персональных данных в ситуации, подобной белорусской.
В Белоруссии во время подавления протестов в 2020 году начала разворачиваться компания по деанонимизации силовиков, в ходе которой на них совершались систематические нападения, а также нападения на членов их семей. Речь идёт не о нарушении прав журналистов, а о защите тех, кого государство обязано защитить.
Вступившие в действие поправки касаются главным образом двух государственных реестров — юридических лиц (ЕГРЮЛ) и индивидуальных предпринимателей (ЕГРИП), а также Росреестр, реестр банкротств и сотовые компании.
Теперь невозможно получить выписку о владельцах недвижимости или земельного участка, если они принадлежат сотруднику одного из перечисленных ведомств или его родственникам.
ФСБ наделяется полномочиями требовать у операторов, которые обладают сведениями о личности и имуществе, прекратить выдачу таких данных. Правительству РФ поручено разработать протокол такого взаимодействия. Решать, чьи данные надо скрывать будут сами руководители данных госорганов.
Кроме того, в закон вводится защита по должности. Теперь человек, занимающий определённую должность в силовых структурах, автоматически получает право на безусловную защиту информации, в том числе о своём имуществе и об имуществе своей семьи.

## Общественная реакция
Данные изменения в законодательстве вызвали широкие дискуссии среди оппозиционных политиков и международных организаций.
Так, Transparency International предположила, что группа депутатов-лоббистов в Государственной думе эти поправки продвинула не случайно, так как «в России стало слишком много журналистских расследований о судьях и силовиках».
Также эта организация отмечает, что возможность засекречивать информацию о сотрудниках правоохранительных органов и судейского корпуса приведёт к ослаблению общественного и государственного контроля.

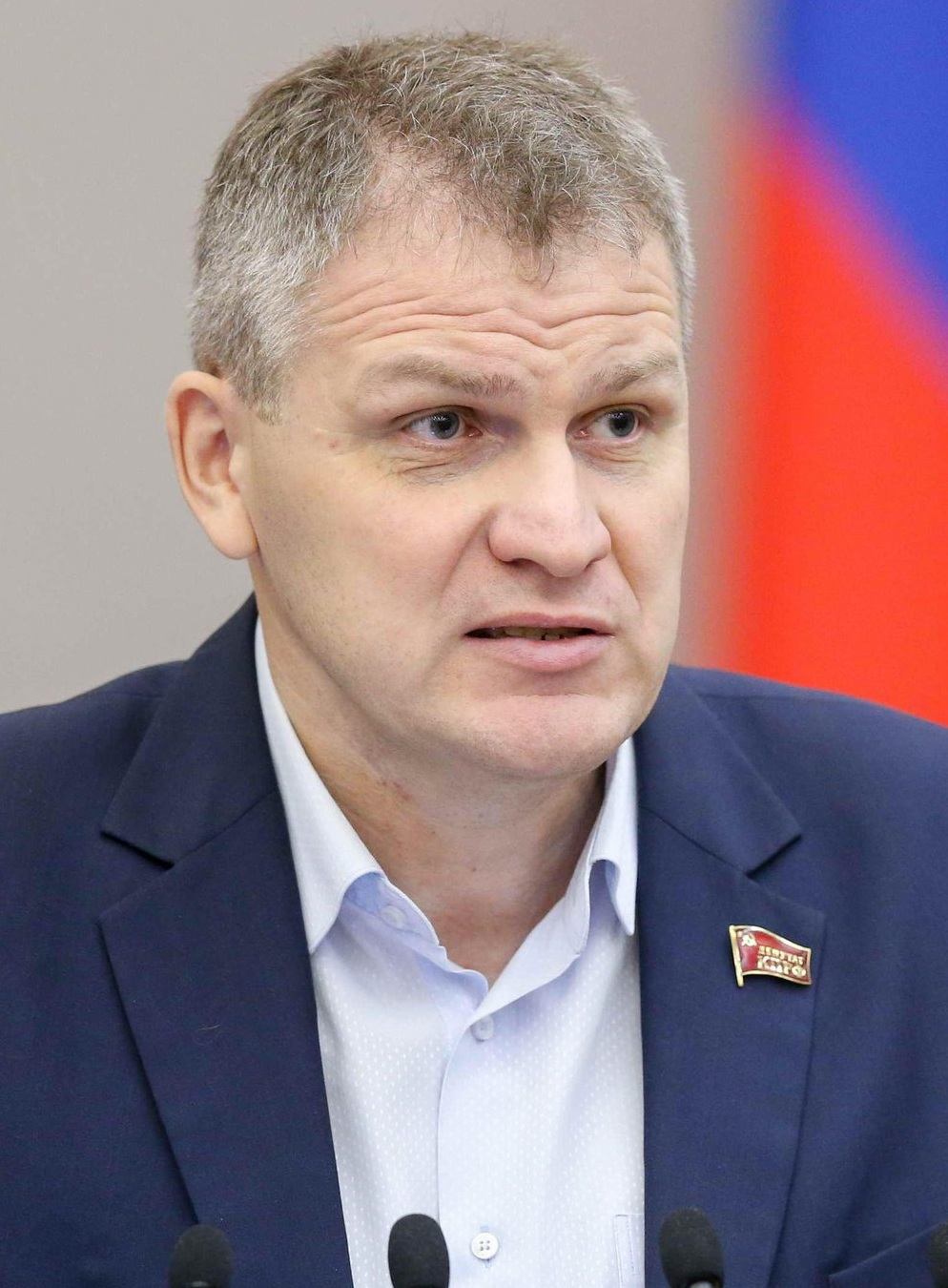
Алексей Куринны́й, депутат Государственной думы VII―VIII созывов

Депутат Государственной Думы Алексей Куринны́й (фракция «КПРФ») считает принятие закона неправильным, так как сокрытие информации об имуществе может повлечь за собой огромные коррупционные риски. В случае проверки по факту коррупции данные действительно будут рассекречиваться. Однако правоприменение данного закона уходит далеко от изначально декларируемого общественного контроля, как это принято в странах с устоявшейся демократической системой.

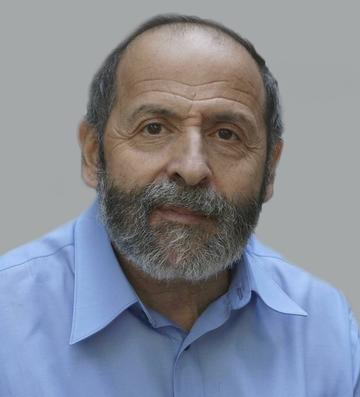
Борис Вишневский, депутат Законодательного собрания Санкт-Петербурга (4 декабря 2011 — 30 октября 2024)

По словам депутата законодательного собрания Санкт-Петербурга Бориса Вишневского, депутаты (муниципальные, региональные и федеральные) также поражаются в правах. На депутатские запросы будут приходить отказы в предоставлении информации, если запрос касается правоохранительной либо судебной системы. Депутатские расследования в этой сфере также становятся бессмысленными.
Адвокат Алексей Бушмаков, входящий в международную правозащитную группу «Агора», отмечает, что институт общественного контроля уничтожается с 2016 года. Что касается инцидентов в колониях, тюрьмах, следственных изоляторах с участием сотрудника правоохранительного органа, то, по данному закону, о них уже никогда никто не узнает за пределами пенитенциарной системы. На подавление общественного контроля, по его мнению, эти поправки и направлены.

## Наказание за разглашение сведений о работниках правоохранительной системы и судей
Наказание за разглашение конфиденциальной информации устанавливается Кодексом об административных правонарушениях (статья 13.14 — «Разглашение информации с ограниченным доступом») и Уголовным кодексом (статья 311 — «Разглашение сведений о мерах безопасности, применяемых в отношении судьи и участников уголовного процесса».
Согласно КоАП, предусматривается штраф в размере от 500 до 1000 рублей для граждан и от 4000 рублей до 5000 рублей для должностных лиц.
Согласно Уголовному кодексу РФ, нарушителю грозит штраф до 200 тысяч рублей с обязательными работами до 480 часов, ограничение свободы до 2 лет либо арест на срок до 4 месяцев. Если нарушение повлекло тяжкие последствия — принудительные работы сроком до 5 лет либо заключение на тот же срок.